# Ruisseau des Noirs
Ruisseau des Noirs est un quartier de Saint-Denis, chef-lieu de l'île de La Réunion. Voisin de La Source, il tient son nom d'un petit cours d'eau qui le traverse d'ouest en est avant de se jeter dans la ravine du Butor et qui a lui-même reçu son nom parce que les domestiques noirs de la ville y étaient autrefois envoyés par leur maître pour chercher de l'eau. On y trouve encore aujourd'hui un ancien lavoir.